# Alejandro Ciangherotti
Alejandro Ciangherotti (Buenos Aires, 1903—Cidade do México, 29 de outubro de 1975) foi um ator argentino naturalizado mexicano.

## Filmografia

### Televisão
- Muñeca (1974) .... Anselmo
- Los miserables (1973) .... Fauchelevent
- Mi rival (1973)
- El derecho de los hijos (1971)
- Aventuras de Huck (1969)
- La duda (1967)
- El dolor de amar (1966)
- Los medio hogares (1966)
- La calle en que vivimos (1965)
- La familia Miau (1963)
- Borrasca (1962)
- El caminante (1962)
- Conflicto (1961)
- La honra de vivir (1961)
- María Guadalupe (1960)

### Cinema
- Pilotos de combate (1973)
- Mecánica nacional (1972) …. Lalo
- De color moreno (1963)
- Dos años de vacaciones (1962)
- El extra (1962)
- Twist locura de la juventud (1962) …. Don Gonzalo
- El pecado de una madre (1962)
- Rosa blanca (1961)
- La sombra en defensa de la juventud (1960)
- Sube y baja (1959)
- Cuando México canta (1958)
- Pobres millonarios (1957)
- Pablo y Carolina (1957) …. Enrique
- Cien muchachas (1957)
- El hombre que quiso ser pobre (1956)
- Abajo el telón (1955)
- Necesito un marido (1955)
- La mujer que tu quieres (1952)
- Un gallo en corral ajeno (1952)
- La loca (1952)
- Si yo fuera diputado (1952)
- Ella y yo (1951)
- Puerto de tentación (1951)
- Amor a la vida (1951) …. Ramiro Casimiro Soto
- Vivillo desde chiquillo (1951)
- La boca (1951)
- Entre tu amor y el cielo (1950)
- Huellas del pasado (1950)
- También de dolor se canta (1950) …. Director Borcelini
- No desearás la mujer de tu hijo (1950) …. Régulo González Galindo
- Cuide a su marido (1950)
- Mujeres en mi vida (1950)
- La hija del penal (1949)
- Novia a la medida (1949)
- Los amores de una viuda (1949)
- Hermoso ideal (1948) …. Pablo de Argote
- Los tres huastecos (1948) …. Alejandro
- Cartas marcadas (1948) …. Ernesto
- Los viejos somos así (1948) Martín
- La insaciable (1947) …. Márques
- Extraña obsesión (1947)
- Mujer contra mujer (1946)
- El ahijado de la muerte (1946) …. Don Julio
- Ocho hombres y una mujer (1946)
- No basta ser charro (1946)
- Cantaclaro (1946) …. Juan el Veguero
- Las cinco advertencias de Satanás (1945)
- El que murió de amor (1945) Narrator (voice)
- Lo que va de ayer a hoy (1945)
- Canaima (1945)
- Tribunal de Justicia (1944)
- Caminito alegre (1944) …. Luis
- Una carta de amor (1943) …. Teniente Mireles
- El hombre de la máscara de hierro (1943)
- Padre Mercader (1938)
- Bohemios (1935) …. Sergio
- El corazón de la gloria (1926)